# Suej-čung

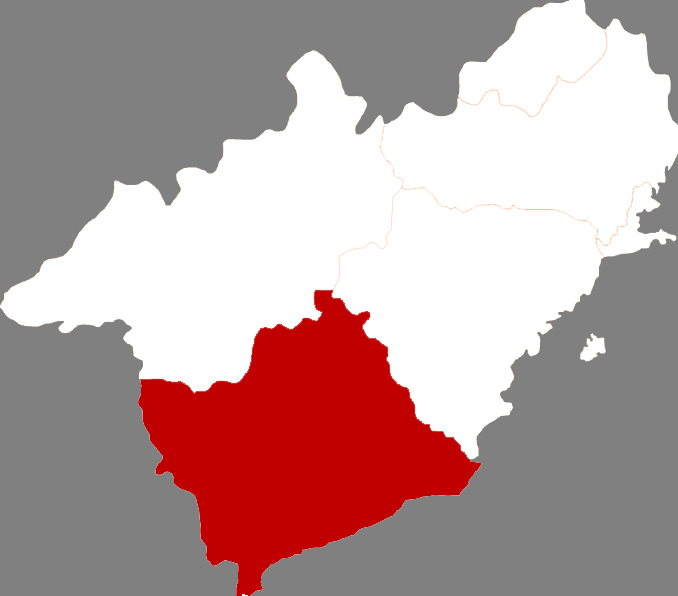
Okres Suej-čung na mapě Chu-lu-taa

Okres Suej-čung (čínsky v českém přepisu Suej-čung Sien, pchin-jinem Suízhōng Xiàn, znaky zjednodušené 绥中县, tradiční 綏中縣) je okres v Čínské lidové republice. Leží na západním pobřeží Liaotungské zátoky v jihozápadní části čínské provincie Liao-ning nedaleko hranici s provincií Che-pej a patří k městské prefektuře Chu-lu-tao.
Celý okres má rozlohu 2 765 kilometrů a žije v něm přes 600 000 obyvatel.

## Doprava
Je zde stanice nejstarší čínské vysokorychlostní tratě Čchin-chuang-tao – Šen-jang.

## Rodáci
- Jang Li-wej, první čínský kosmonaut